# Spilichneumon genalis
Spilichneumon genalis är en stekelart som beskrevs av Horstmann och Yu 1999. Spilichneumon genalis ingår i släktet Spilichneumon och familjen brokparasitsteklar. Inga underarter finns listade i Catalogue of Life.